# الدوري الفلسطيني الممتاز للضفة الغربية 2011–12
الدوري الفلسطيني الممتاز للضفة الغربية 2011–12 هو موسم من الدوري الفلسطيني الممتاز للضفة الغربية. فاز فيه هلال القدس.